# Otmar Brancuzský
Otmar Brancuzský (13. února 1956 Jihlava – 22. října 2022 Malý Beranov) byl český herec a dabér.

## Život
V letech 1971–1974 se vyučil jako knihař ve Vidnavě. V letech 1974–1978 vystudoval fotografii a grafiku na Střední uměleckoprůmyslové škole v Brně. Po studiích působil jako herec v několika amatérských souborech a založil divadelní spolek „Bez chiby“. Profesionálně se věnoval herectví od roku 1990, kdy přijal angažmá v Horáckém divadle v Jihlavě. V roce 1993 odešel do Klicperova divadla v Hradci Králové a v letech 1995–2006 hrál v pražském divadle ABC – např. v rolích Brasseta v Charleyově tetě nebo Froggyho v Cizinci Larryho Shueho. Od roku 2010 byl členem pražského Činoherního klubu.
V Činoherním klubu ztvárnil např. role starosty Matěje Rachoty v Štolbově Vodním družstvu, Phillyho Cullena v Syngeho Hrdinovi západu nebo Dmitrije Kosycha v Čechovově Ivanovovi. Působil také v Divadle Skelet herce Pavla Trávníčka nebo v Divadle Palace (jako Plisson ve Velké zebře autorů Bricaira a Lassayqua).
Ve filmu ztvárnil spíše menší role, např. ve filmech Kolja, Lotrando a Zubejda, Báječná léta pod psa, Městečko, Jak básníci neztrácejí naději, Podvraťáci či v nízkorozpočtových snímcích Country club a Nekameňák. Jeho poslední filmovou úlohou byla role soudce v posledním filmu Juraje Jakubiska Perinbaba a dva světy (2023). 